# Plavnik
La Isla Plavnik (en croata: Otok Plavnik) es un islote deshabitado, perteneciente a Croacia situado entre el Estrecho Central y la bahía de Kvarner. El Canal Krusija lo separa de la costa oriental de la isla de Cres. Este canal es la ruta más corta desde el mar Adriático a través de las islas a Rijeka. Un faro establecido en 1890, se encuentra en el punto noroeste de la isla, que marca el lado este de la estrecha apertura del Canal de Krusija.